# TSR
TSR, siglas del inglés Terminate and Stay Resident (Termina y Permanece Residente), era la única forma de acceder a una forma primitiva de multitarea en sistemas operativos de la familia DOS.
Se refiere a ciertos programas que permanecen en la memoria, después de ser cargados al inicio del sistema utilizando los archivos config.sys y autoexec.bat, o desde la línea de comandos. Estos programas pueden ser usados más tarde mediante alguna combinación de teclas o mediante una interrupción de hardware.